# Протести проти пенсійної реформи у Франції 2023 року
Протести проти пенсійної реформи у Франції — серія загальних страйків та демонстрацій, організованих у Франції з 19 січня 2023 року лідерами офіційних профспілок проти законопроєкту про пенсійну реформу, запропонованого урядом Елізабет Борн, що передбачає підвищення пенсійного віку з 62 до 64 років. Ще до демонстрацій страйк оголосили на державних АЕС. Страйки призвели до масових порушень, зокрема до накопичення сміття на вулицях і скасування пересування громадського транспорту.
Це друга спроба Макрона підвищити пенсійний вік. Перша була здійснена на рубежі 2019/2020 років і не пройшла через протести «жовтих жилетів» та найтриваліших з 1968 року страйків (а в 2020 році плани реформування пенсійної сфери взагалі призупинили через пандемію).
У березні 2023 року уряд використав статтю 49.3 Конституції, щоб досягти проходження законопроєкту через парламент Франції. 11 березня 2023 року верхня палата французького парламенту проголосувала за цей законопроєкт уряду. Однак, ці дії влади привели до нових протестів та двох невдалих вотумів недовіри, сприяючи зростанню насильства під час протестів поряд зі страйком, організованим профспілками. 16 березня прем'єр-міністр Франції Елізабет Борн оголосила про ухвалення пенсійної реформи без фінального голосування в Національній асамблеї.
Декілька організацій, у тому числі правозахисні групи, такі як «Репортери без кордонів» та Ліга прав людини Франції, засудили придушення владою Францією протестів і також засудили напад на журналістів. Крім того, Рада Європи також розкритикувала «надмірне застосування сили представниками держави».

## Хід подій

### Січень

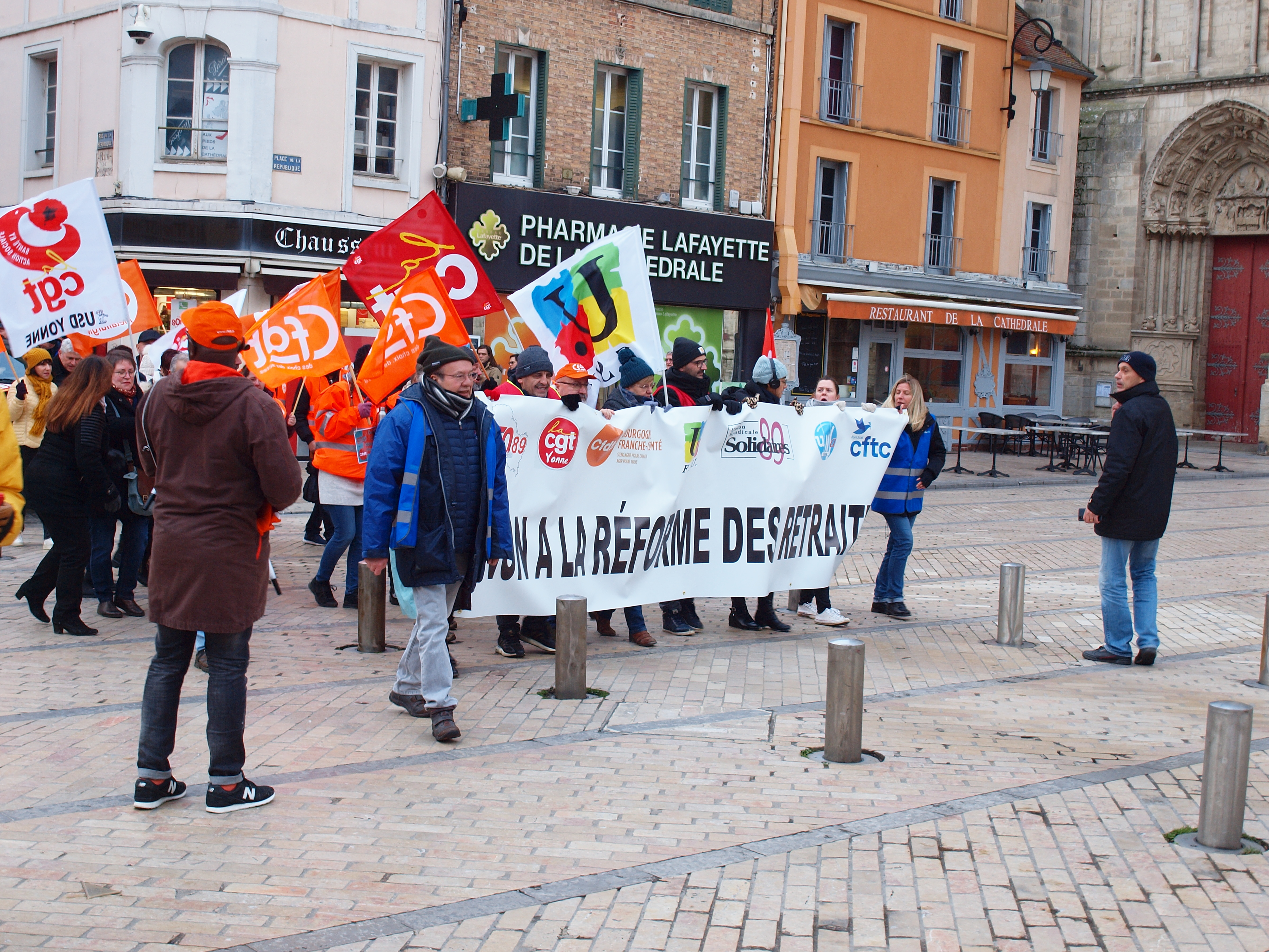
Демонстрація проти пенсійної реформи, оголошена французьким урядом, у Сенс.

19 січня 2023 року. Перший загальнонаціональний страйк проти пенсійної реформи.
19 січня — Міністерство внутрішніх справ нарахувало 1,12 мільйона демонстрантів, у тому числі 80 тисяч у Парижі. Повідомлялося про більш ніж 200 демонстрацій по всій країні.
Більше мільйона людей вийшли на вулиці Парижа та інших міст Франції в рамках загальнонаціональних протестів проти пропозицій підвищити пенсійний вік. Вісім найбільших профспілок взяли участь у страйку через пенсійну реформу. Міністерство внутрішніх справ Франції повідомило, що 80 000 демонстрантів зібралися на вулицях Парижа, де невелика кількість людей кидала пляшки, каміння та фаєри в поліцію. За даними профспілок, у демонстраціях взяли участь 2 мільйони людей, з них 400 000 — у паризьких демонстраціях.
Незважаючи на демонстрації, Еммануель Макрон наголосив, що пенсійна реформа буде продовжена. Французькі профспілки оголосили, що подальші страйки та протести будуть проведені 31 січня, намагаючись зупинити плани уряду підвищити стандартний вік виходу на пенсію з 62 до 64 років. Новий закон збільшить щорічні пенсійні внески з 41 до 43 виплат протягом року. Деякі рейси з аеропорту Орлі були скасовані, а сайт Eurostar повідомив про скасування багатьох маршрутів між Парижем і Лондоном. Хоча в аеропорту імені Шарля де Голля було повідомлено про «кілька затримок» через страйк авіадиспетчерів, жодного рейсу не було скасовано.
21 січня
Ще одна демонстрація, давно запланована студентами та молодіжними організаціями, пройшла в Парижі в суботу, 21 січня.

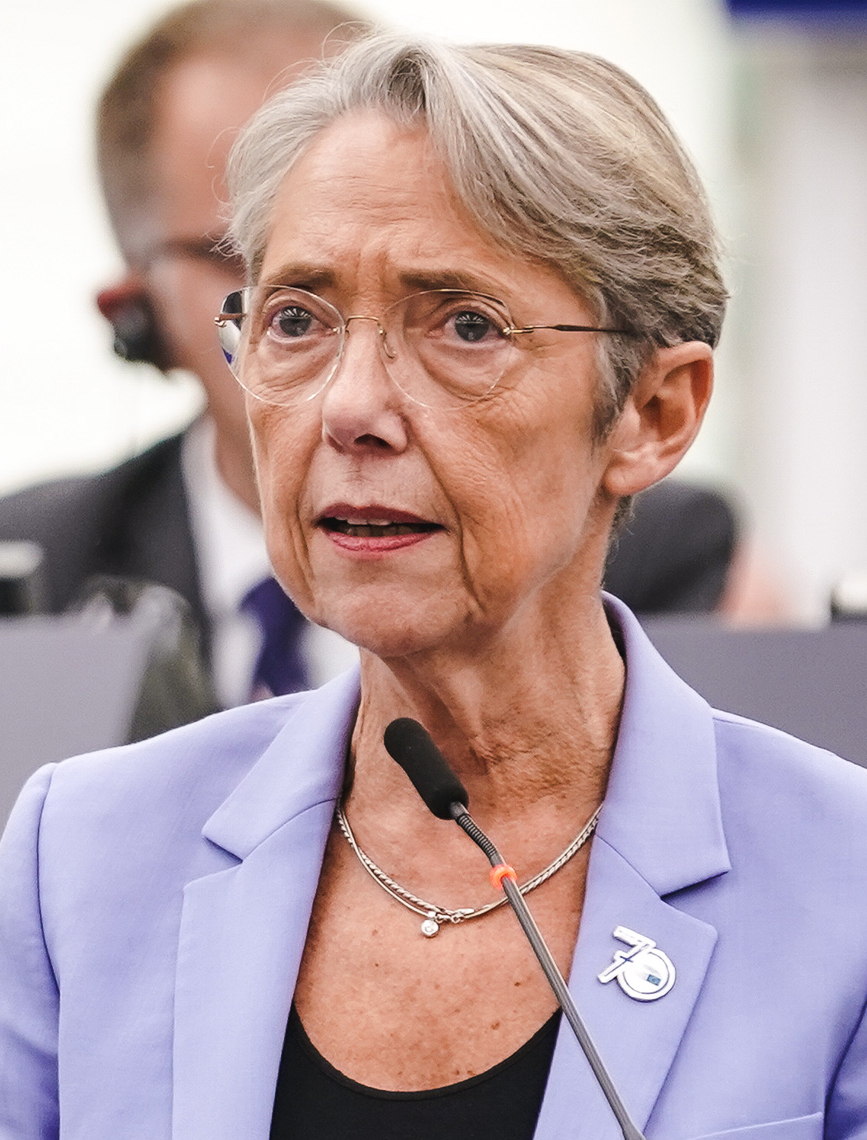
Прем'єр-міністр Франції з травня 2022 року Елізабет Борн

Демонстрації, організовані різними групами, відбувалися також і в інших містах, наприклад, у Дінані, Ліможі та Ліоні.
| Місто     | За даними поліції | За даними профспілок                    |
| --------- | ----------------- | --------------------------------------- |
| Париж     | 80 000            | 400 000                                 |
| Марсель   | 26 000            | 140 000                                 |
| Ліон      | 23 000            | 38 000                                  |
| Тулуза    | 36 000            | 50 000                                  |
| Ніцца     | 7 500             | 20 000                                  |
| Нант      | 40 000            | 75 000                                  |
| Монпельє  | 15 000            | 25 000                                  |
| Страсбург | 10 500            | N/A від 18000 до 20000 за даними преси. |
| Бордо     | 16 000            | 60 000                                  |
| Лілль     | 16 000            | 50 000                                  |

31 січня. Другий загальнонаціональний страйк

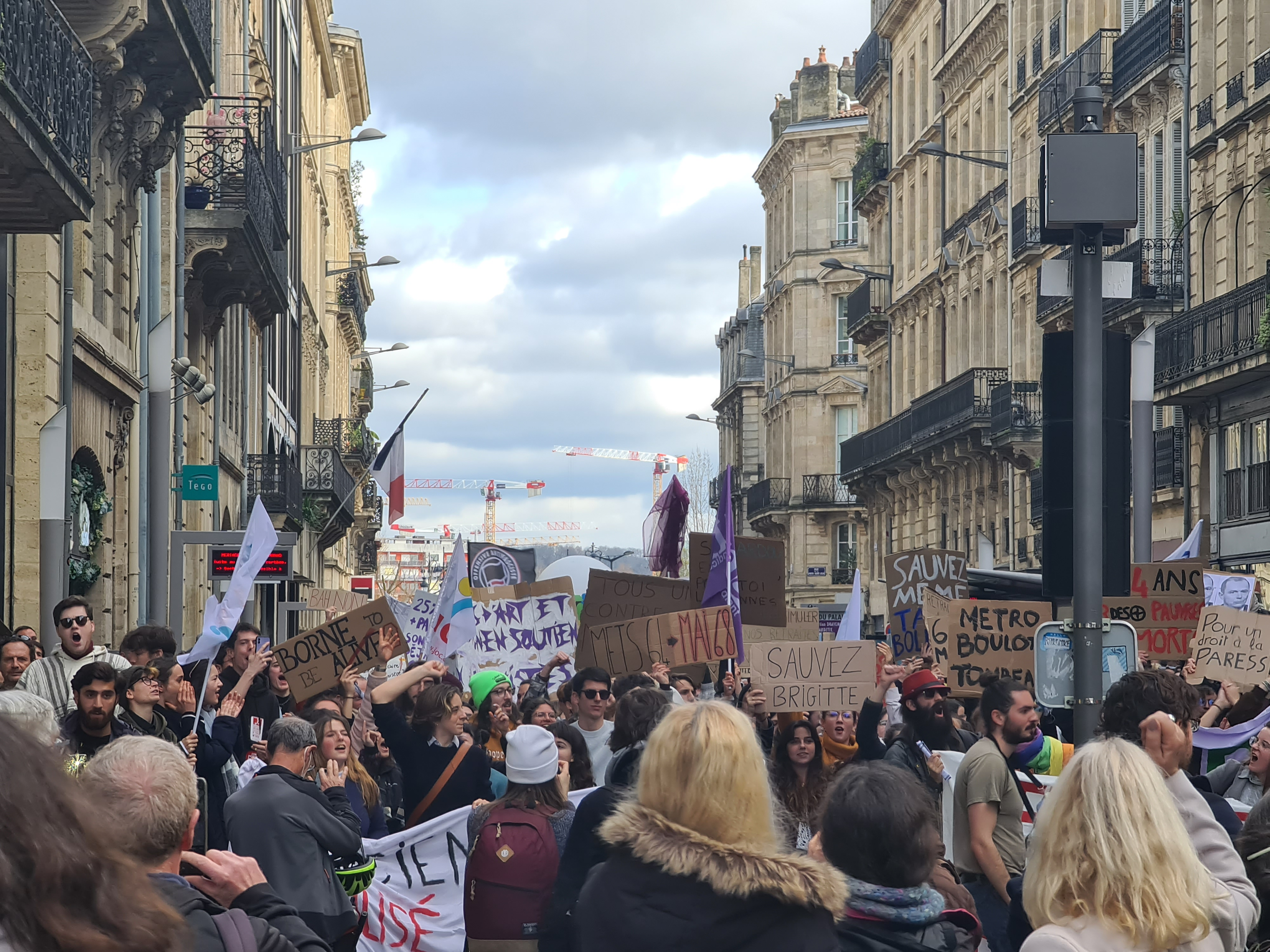
Демонстрація в Бордо (Нова Аквітанія, Окситанія) 31 січня 2023 року.

Страйк торкнувся працівників електростанцій, галузі нафтопереробки, громадського транспорту (поїзди, метро, автобуси), системи освіти. Громадські телевізійні мовники також постраждали від страйків, випуски новин були скасовані, а замість них звучала музика.
За даними профспілки CGT, у протестах взяли участь 2,8 мільйона людей, тоді як МВС нарахувало 1,272 мільйона протестувальників. Ці показники перевищили число мітингувальників у перший день страйків і протестів 19 січня.
На атомних електростанціях державної монополії «Électricité de France» (59 енергоблоків) потужність була знижена на 3 ГВт (еквівалентно приблизно діяльності трьох енергоблоків).

### Лютий
7 лютого
Третій національний день протесту, за оцінками профспілки «Загальна конфедерація праці» (CGT) — зібрав майже 2 млн демонстрантів, тоді як поліція оцінює близько 757 000 страйкарів. За даними CGT, 400 000 людей вийшли на демонстрацію в Парижі, що на 100 000 менше, ніж 31 січня.
Як повідомив Euronews, акції протесту, що відбулися цього дня, супроводжувалися заворушеннями. У центрі Парижа були підпалені машина і кілька баків для сміття, це сталося, коли поліція атакувала натовп і розігнала протестувальників сльозогінним газом. Як було зазначено, у демонстрації брали участь цілі сім'ї із транспарантами, які це видання назвало емоційними. На одному з таких плакатів, який ніс підліток, було написано, що він не хоче, щоб його батьки померли на роботі.
11 лютого
11 лютого відбувся четвертий день національних протестів. За даними CGT, у демонстраціях взяли участь понад 2 500 000 протестувальників, що на півмільйона більше, ніж 7 лютого, тоді як Міністерство внутрішніх справ стверджує, що протестували 963 000, що на 200 000 більше, ніж 7 лютого. У Парижі, за даними CGT, понад 500 000 людей протестували проти реформи, а за даними префектури — 93 000. Intersyndicale закликав до повторних страйків, починаючи з 7 березня.
16 лютого
16 лютого протестувальники приєдналися до нових мітингів і страйків. Профспілки заявили, що в четвер по всій країні взяли участь близько 1,3 мільйона людей, що є найнижчим показником з моменту початку протестного руху 19 січня. Міністерство внутрішніх справ назвало національну цифру в 440 000, що було нижче майже на мільйон в порівнянні з суботою 11 лютого. Того дня було скасовано 30 відсотків рейсів з паризького аеропорту Орлі.

### Березень
Загроза початку безстрокового страйку з 7 березня

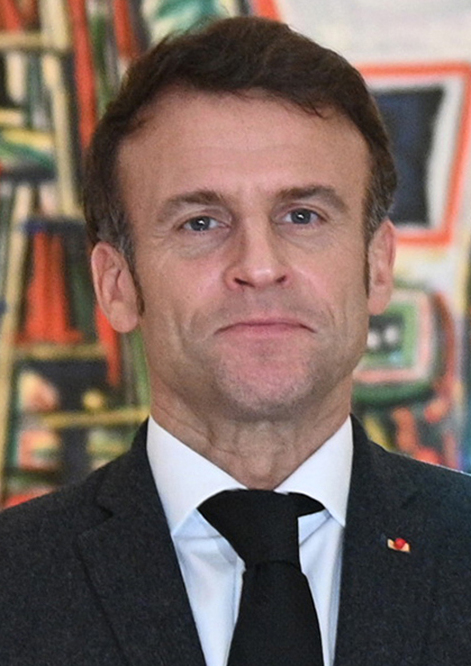
Президент Франції Емманюель Макрон

Було анонсовано, що законопроєкт Макрона перейде на розгляд до Сенату 7 березня 2023 року. «Профспілки закликають усіх працівників, молодь та пенсіонерів „заблокувати“ Францію у всіх секторах, починаючи з 7 березня», — повідомив генеральний секретар профспілки « Сила робітників» (FO) Фредерік Суйо на спільній прес-конференції французьких профспілок, яку транслював телеканал BFMTV.
7 березня, вівторок

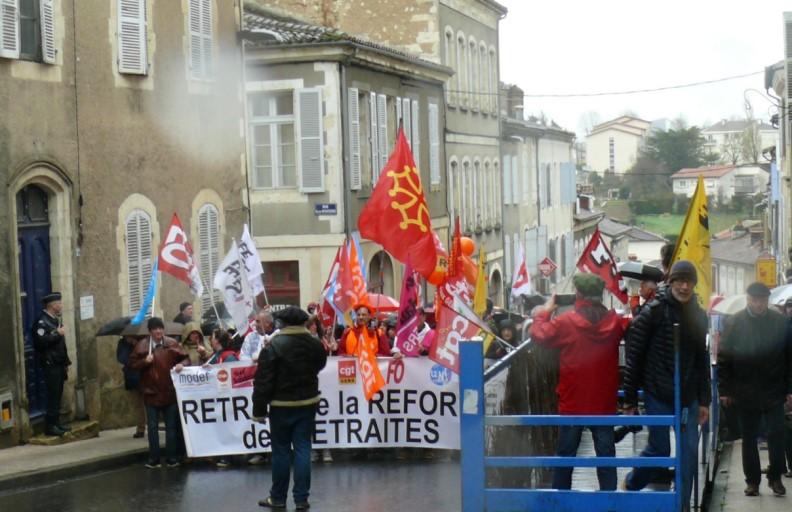
Аух (Окситанія), 11 березня.

Працівники низки АЕС припинили роботу ще в п'ятницю 5 березня, напередодні до них приєдналися співробітники трьох із чотирьох французьких терміналів зрідженого природного газу (ЗПГ).
Бкло заблоковано діяльність усіх восьми НПЗ країни, що належать трьом компаніям — Esso-ExxonMobil, TotalEnergies та Petroineos.
У більшості міст також було призупинено вивезення сміття.
7 березня 2023 року Bloomberg повідомило, що у зв'язку з протестами збільшився тиск на енергетичну систему Франції, яка вже постраждала від відключень ядерних реакторів і скорочення постачання газу з Росії. Наголошувалося, що протести торкнулися всієї енергетичної інфраструктури від терміналів імпорту природного газу до нафтопереробних заводів та електростанцій. Згідно із заявою оператора енергосистеми, внаслідок страйку 7 березня потужність знизилася на 5,6 гігават.
За даними агентства, ціни на електроенергію у Франції котувалися на біржі Epex Spot SE із завищеною на 50 % ціною у порівнянні з німецьким ринком. TotalEnergies та Exxon Mobil повідомили про зупинення поставок з нафтопереробних заводів, що їм належать. За заявою профспілки CGT, протестувальниками було заблоковано чотири термінали з прийому зрідженого природного газу. Наголошувалося, що ситуація ускладнювалася різким похолоданням у Франції, що додатково збільшило навантаження на енергосистему регіону.
Загалом, у понад 260 акціях протесту по всій країні взяли участь від 1,1 до 1,4 мільйона людей. [31]
11–12 березня
У суботу, 11 березня, відбувся сьомий день протестів у відповідь на обговорення проєкту закону в Національній асамблеї та Сенаті Франції. Того тижня Макрон двічі відмовлявся від зустрічей із профспілками. Протестували близько 368 000 людей, що менше очікуваних близько 1 мільйона. Наступного дня Сенат прийняв перше голосування: «за» — 195, а проти — 112.
15 березня

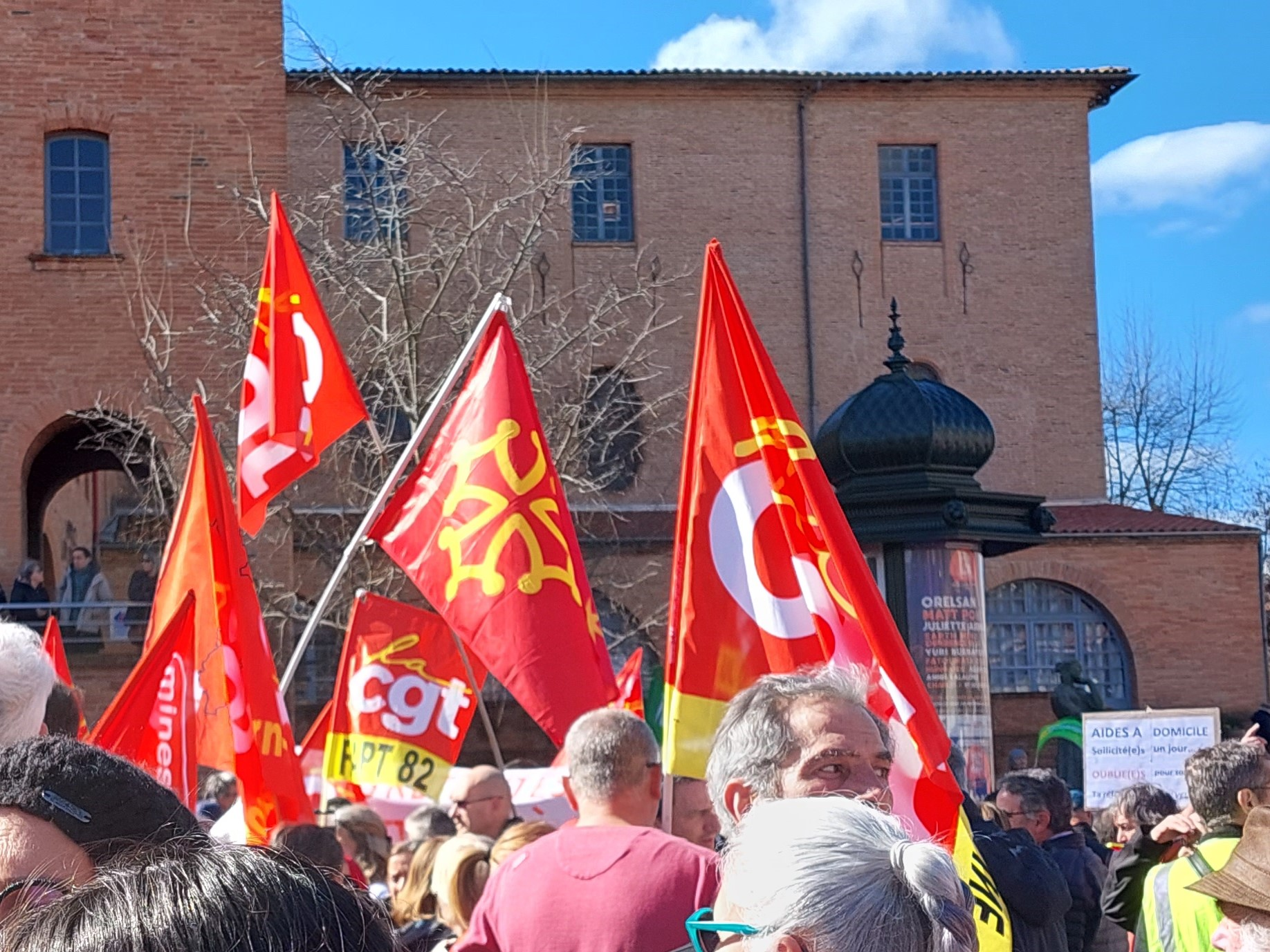
Монтобан (Окситанія), 15 березня.

14 березня Ґардіан повідомила, що «французькі профспілки закликали до демонстрації сили в останній день страйків і протестів напередодні» голосування за реформи в Національній асамблеї, яке стане восьмим днем національної мобілізація. Міністр транспорту Клеман Бон сказав, що «будуть збої в роботі громадського транспорту та рейсів, але це навряд чи буде „чорна середа“», і «не буде такого рівня збоїв, як під час попередніх демонстрацій».
Повідомлялося, що по всій країні відбулося 200 протестів. Оголошувалися суперечливі цифри щодо кількості учасників протестів. Міністерство внутрішніх справ повідомило про 480 000 маршувальників по всій країні, з 37 000 у Парижі, тоді як CGT нарахував 1,78 млн і 450 000, відповідно. Цифри з Le Monde заперечують обидва ці твердження. Повідомляється, що французька поліція очікувала 650 тис. — 850 тис. протестувальників по всій країні, що менше, ніж під час найбільших протестів попереднього тижня, причому попередні дані демонструють нижчу явку страйків в енергетичному та транспортному секторах, порівняно з попередніми днями.
Серед тих, хто страйкував, були машиністи, шкільні вчителі, докери, працівники нафтопереробних заводів, а також смітники, які продовжують свій уже десятиденний страйк.
У другій половині дня протестувальники зібралися біля Дому Інвалідів із «гучною музикою та величезними профспілковими повітряними кулями». Поліція наказала «прибрати сміття вздовж маршруту маршу» після того, як деякі «використовували сміття для розпалювання пожеж або кидали сміття в поліцію під час останніх демонстрацій». Учасників маршу «супроводжувала посилена охорона», коли вони «рухалися Лівим берегом вільними вулицями». Поліція повідомила, що одна група протестувальників напали на людей, і що дев'ять осіб були затримані протягом трьох годин після початку маршу. Марш протестувальників завершився на площі Італії. Відомий як «Greve 15 mars», його координували та організовували вісім профспілок.
Страйк сміттярів

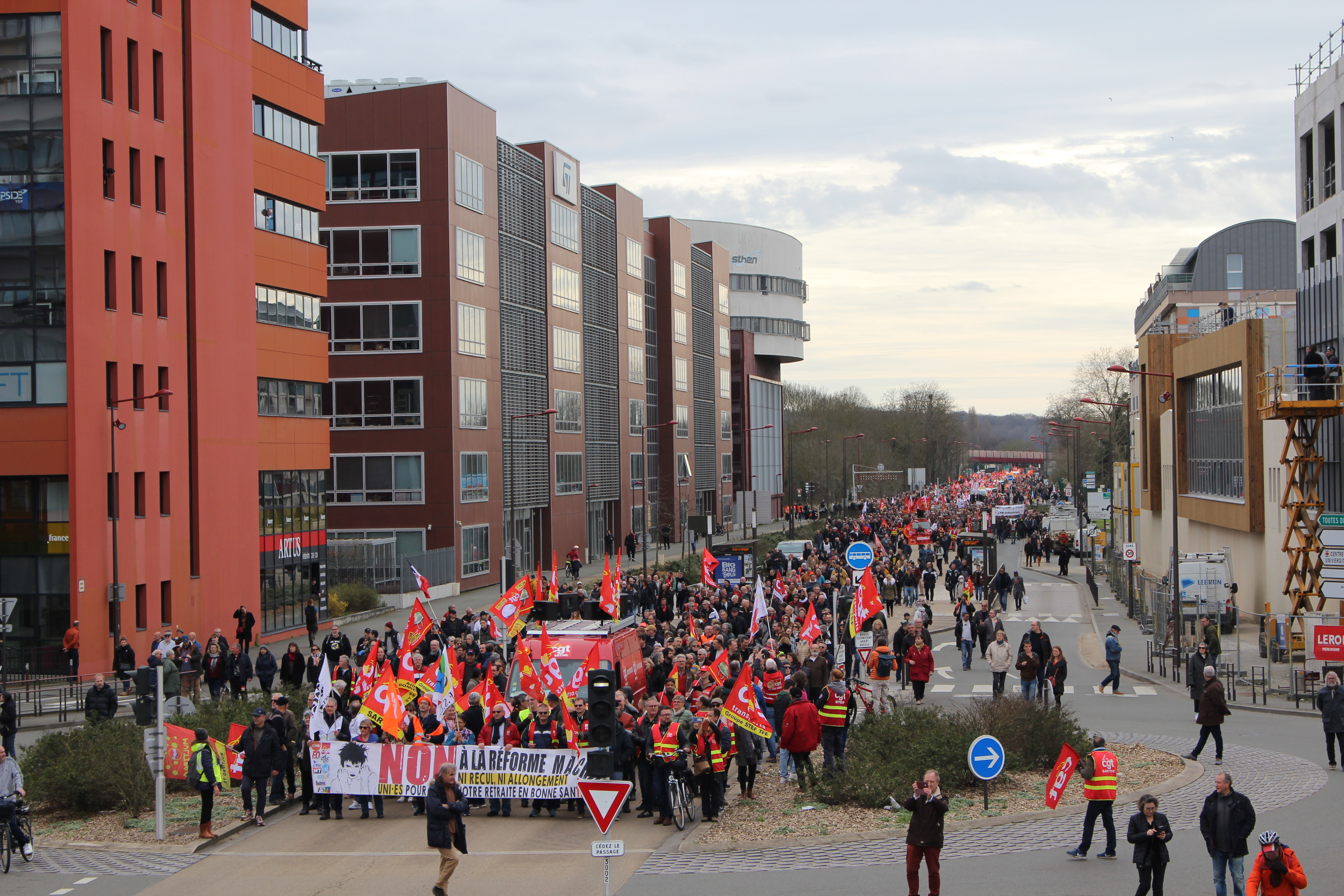
Передня частина маршу, організованого кількома профспілками 15 березня.

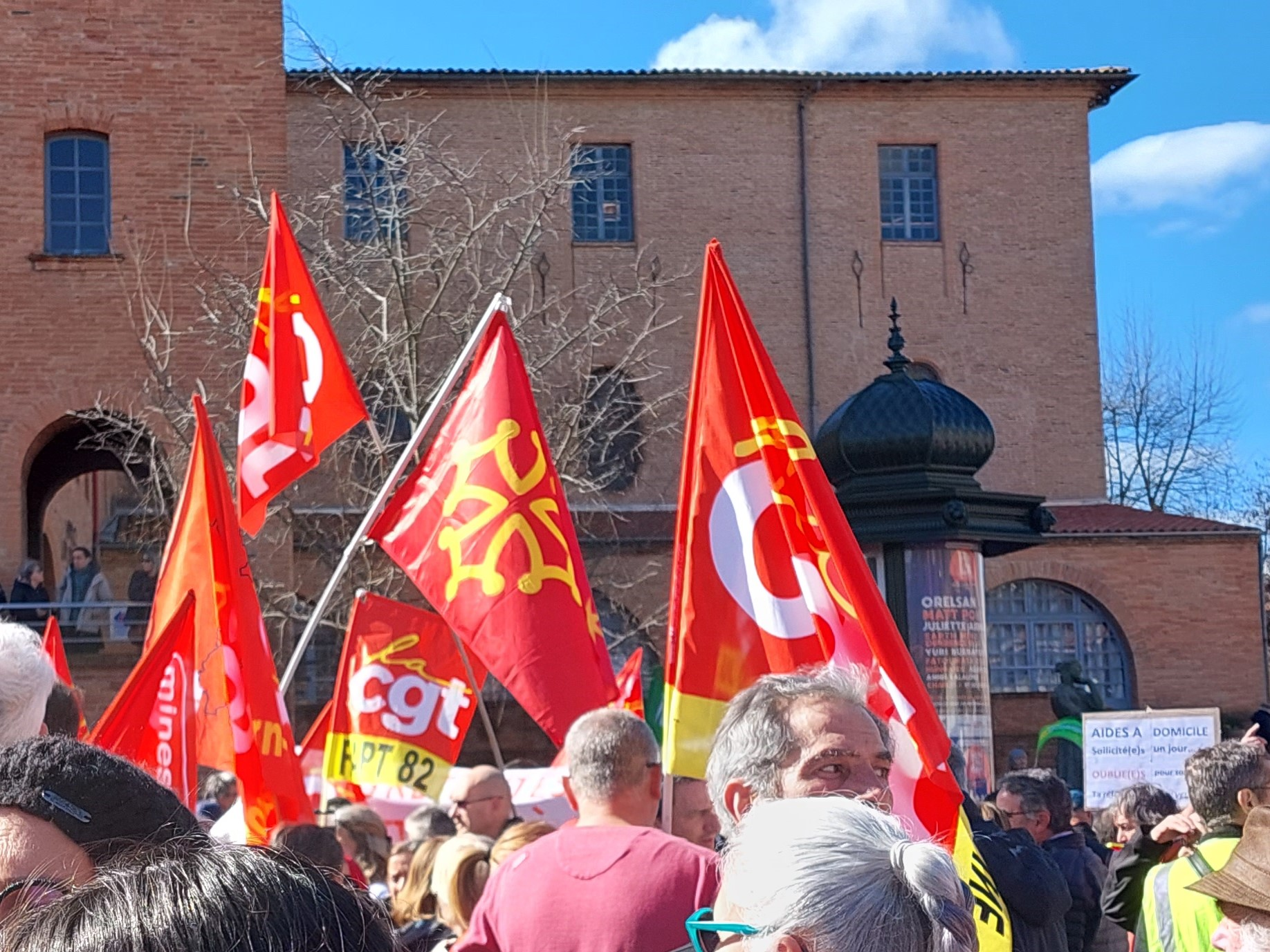
Демонстрації проти пенсійної реформи 15 березня в місті Окситанії у провінції Монтобан.

15 березня New York Times повідомив про страйк сміттярів, що триває більше тижня, в Парижі і деяких інших містах Франції. Видання назвало про розповсюдження неприємного запаху та накопичення куп сміття вище людського зростання на тлі Ейфелевої вежі інтуїтивним символом народного обурення пенсійним планом уряду Франції. Як було зазначено, на день раніше громадські лідери протестів у Парижі проголосували за продовження страйку ще на тиждень, незалежно від результатів голосування. Наголошувалося, що багато жителів Франції вбачають у запланованих змінах загрозу своєму способу життя та цінностям.
PBS повідомила, що міністр внутрішніх справ Жеральд Дарманен звернувся до мерії Парижа з проханням змусити деяких сміттєвих працівників повернутися на роботу, назвавши скупчення людей на вулицях «проблемою охорони здоров'я». Мер Парижа Анн Ідальго заявила, що підтримує страйк, а у відповідь речник уряду Олів'є Веран заявив, що якщо вона не підкориться, Міністерство внутрішніх справ буде «готове діяти замість цього».
16 березня, четвер
Прем'єр-міністр Франції Елізабет Борн оголосила про ухвалення пенсійної реформи без фінального голосування у Національній асамблеї.
23 березня, четвер
Reuters повідомив про страйки, що тривали на той час уже 16-й день, порушили роботу французьких НПЗ, терміналів ЗПГ, енергопостачання та обслуговування реакторів. Генеральний секретар профспілки FO-ADP Фабріс Крике заявив про плани продовжити страйк і заблокувати економіку доти, доки Макрон не відкличе свій законопроект, зазначивши, що не бачить у ситуації іншого вибору. Агентство повідомило з посиланням на різні джерела, що було заблоковано обслуговування одинадцяти ядерних реакторів, доступність потужності електроенергії у Франції скоротилася на 21 гігават, а на терміналі зрідженого природного газу (ЗПГ) у Дюнкерку було оголошено про форс-мажорну ситуацію. Було також наголошено, що страйки на НПЗ призвели до нестачі палива на деяких АЗС на півдні Франції. За даними міністерства енергетики, днем раніше приблизно на 15 % заправних станцій закінчився як мінімум один продукт. Крім того, у регіонах на заході та півдні Франції більше третини станцій зіткнулися з нестачею електроенергії.
Агентство також повідомило, що на нафтопереробному заводі Gonfreville, продуктивність якого складає 240 тис. барелів на добу було зупинено виробництво, а на НПЗ Feyzin, потужністю 119 000 барелів, виробництво були змушені скоротити через страйки. Обидва заводи належать TotalEnergies. Було також наголошено, що в порту Жером-Граваншон на півночі Франції 18 березня страйк відновився, заблоковавши його роботу, як було зазначено, при пропускній спроможності — 240 тис. барелів на добу.
Того ж дня Reuters повідомив про марш чисельністю кілька сотень тисяч демонстрантів, який пройшов у Парижі проти законопроєкту про підвищення пенсійного віку. За даними профспілок чисельність учасників склала 800 тисяч осіб. Під час цієї ходи відбулися заворушення, поліція застосувала сльозогінний газ, було затримано 21 людину. Додатково повідомлялося про застосування поліцією сльозогінного газу в інших містах, у тому числі в Нанті і Бордо на заході Франції. Як було зазначено, поліція також застосувала водомети проти протестувальників у місті Ренн на північному заході Франції.
28 березня, вівторок

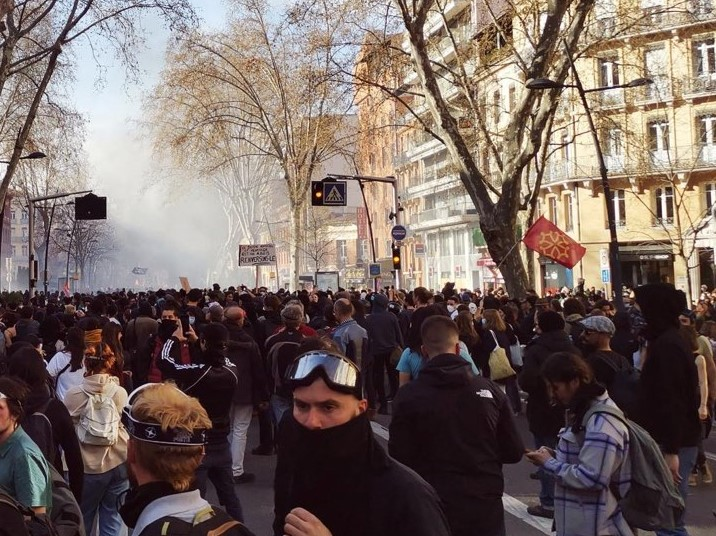
Демонстрації проти пенсійної реформи 28 березня в Тулузі в Окситанії.

За даними Reuters, до 21 дня страйки, тією чи іншою мірою, призвели до зниження виробництва на всіх французьких нафтопереробних заводах. Як було зазначено, на трьох НПЗ було зупинено виробництво, два НПЗ знизили потужність, а ще два заводи було зупинено на ремонт. Агентство повідомило про перебої з паливом у деяких регіонах Франції. Через падіння попиту з боку НПЗ рекордна кількість нафти залишилася на борту танкерів. За даними аналітика з нафти Йоханнеса Раубала, сумарне завантаження танкерів з нафтою і нафтопродуктами, що перебували у французьких водах, показало рекордні значення за всю історію спостережень. Повідомлялося також, що протести викликали збої у роботі авіакомпаній.
30 березня, четвер
Euronews розповів про кримінальне переслідування 50-річної мешканки північної Франції на ім'я Валері за образу президента Франції Емманюеля Макрона у соціальних мережах через його рішення провести спірну пенсійну реформу. Як повідомлялося, 24 березня, Валері було заарештовано у себе вдома трьома поліцейськими. За даними прокуратури, вона звинувачується в образі президента республіки і постала перед судом 20 червня в Сент-Омері. Якщо вона буде визнана винною, їй загрожує ув'язнення та штраф у розмірі 15 000 євро.

### Квітень
6 квітня, четвер
Зустріч лідерів профспілок із Борном 5 квітня завершилася приблизно через годину після того, як обидві сторони наполягали на тому, що пенсійну реформу необхідно скасувати або залишити, відповідно. Лідери профспілок, покидаючи засідання, закликали до одинадцятого дня протестів наступного дня. За даними французької влади, очікувалося від 600 тис. до 800 тис. демонстрантів, з 60 000 до 90 000 у Парижі. За даними МВС Франції, було здійснено 111 арештів, 154 поліцейських отримали поранення. Протестувальники підпалили кафе «Ротонда», один із улюблених ресторанів Макрона, а інші протестувальники штурмували офісні будівлі BlackRock та Natixis Investment Managers.
14 квітня, п'ятниця
14 квітня Конституційна рада винесла вердикт щодо пенсійного законопроєкту, визнавши його таким, що відповідає Конституції. Перед оприлюдненням рішення прем'єр-міністр Франції Елізабет Борн заявила, що ця пропозиція «наближається до кінця свого демократичного процесу», і заявила, що «немає переможців і переможених». Пізніше того ж дня Макрон підписав ухвалений законопроєкт. Міністр праці Олів'є Дюсопт заявив, що уряд уже наполегливо працює над впровадженням змін до 1 вересня 2023 року. Перед рішенням Конституційної ради Макрон запросив профспілки зустрітися з ним. Профспілки відхилили запрошення Макрона, зазначивши, що він відмовився від їхніх попередніх пропозицій про зустріч, і закликали до нових масових протестів 1 травня, у Міжнародний день трудящих.
17 квітня, понеділок
17 квітня президент Франції Емманюель Макрон пообіцяв розробити план дій уряду протягом наступних 100 днів, щоб зменшити обурення пенсійною реформою. Макрон також визнав гнів через зростання цін на робочі місця, які «не дозволяють багатьом французам жити добре».
19 квітня, середа
Під час туру Еммануеля Макрона Францією протестувальники зібралися в Мюттерсольці, одягнені в жилети CGT і тримали непривітні знаки та банери, включно з одним банером, який погрожував скасувати майбутні літні Олімпійські ігри 2024 року, якщо Макрон не відкличе пенсійну реформу. Протестуючі, які стукали в каструлі та сковорідки, щоб їх почули, були відтіснені поліцією в багатьох місцях по всій країні.
Reuters повідомило, що 60-річний альпініст Ален Робер, відомий як «Французька людина-павук», піднявся на 38-поверховий хмарочос у Парижі, щоб продемонструвати свою підтримку протестувальникам проти законопроєкту про підвищення пенсійного віку. Наголошувалося, що альпініст діє без страховки та використовує лише голі руки та пару альпіністських туфель. Робер заявив, що закликає Емманюеля Макрона «повернутися на землю».
20 квітня, четвер
Еммануеля Макрона під час його туру країною висміяли натовпи у східній Франції в Селестаті та в Ельзасі. Місцеві жителі скандували, щоб Макрон пішов у відставку, а деякі лаяли його. Макрон зазначив, що ці інциденти не заважать йому відвідувати регіони Франції.
24 квітня, понеділок
France 24 повідомив, що протести проти пенсійної реформи проявилися в стукоті каструлями та сковорідками у більш ніж 400 місцях перед ратушами та на вулицях Парижа, Марселя, Тулузи, Страсбурга та інших районів, щоб заглушити голос Макрона під час його виступу. Було зазначено, що раніше того ж дня каструлі та сковорідки використовувалися для переслідування міністрів під час офіційних поїздок. Інциденти сталися з міністром охорони здоров'я Франсуа Брауна під час відвідування лікарні в Пуатьє та з міністром освіти Папа Ндіайє у Ліоні під час спроби уникнути зустрічі з демонстрантами.
Було зазначено, що у Франції така традиція налічує сотні років. Згідно з коментарем історика, під час Липневої монархії 1830 року республіканці бажали повалити короля Луї-Філіппа, били каструлі і посуд, щоб висловити свою незгоду з державним апаратом. За його словами, у той час, коли в країні було лише 200 000 виборців, каструля була способом самовираження для тих, хто не мав права голосу. Він уточнив, що стукіт каструлями вперше застосували в добу Середньовіччя, в народній традиції « Чаріві», згідно з якою несхвалення невдалого шлюбу виражалося концертом з гармидеру каструль, тріскачок, криків та свистків.

### Травень
1 травня, понеділок
Після заклику до нових масових протестів у День міжнародної солідарності трудящих 1 травня спалахнули сутички між протестувальниками та силами безпеки. Президента Франції Емманюеля Макрона під час його поїздки по країні зустрічали викриками та галасом. Під час туру Макрон подякував французьким робітникам за їхній внесок у розвиток економіки, однак він не згадав про триваючі протести. У Парижі розбивали вікна в банках і агентствах нерухомості, кидали коктейлі Молотова в правоохоронців, зокрема, один отримав серйозні опіки обличчя та рук. Сльозогінний газ був застосований поліцейськими в Тулузі та Нанті, а майно було пошкоджено в Нанті, Ліоні та Марселі. Того дня, за даними організаторів протесту, на вулиці вийшло 2,3 мільйона людей, тоді як французька влада оцінювала 800 000 протестувальників. Під час зіткнень постраждали 108 поліцейських, 19 отримали серйозні поранення в Парижі, а 291 протестувальника було заарештовано.
2 травня, вівторок
Після першотравневих протестів французькі профспілки 2 травня оголосили новий день загальнонаціональних протестів проти пенсійної реформи Макрона, призначивши майбутні протести на 6 червня. Черговий раунд — 14-та хвиля протестів з моменту підписання реформи. Уряд відповів, що хоче «перейти» до інших питань, і заявив, що надішле профспілкам запрошення для переговорів, і що уряд використає їх побажання, щоб підтвердити свою опозицію до пенсійної реформи та працювати над пропозиціями для покращення умов праці.
3 травня, середа
3 травня Конституційна рада Франції відхилила другу заявку політичних опонентів на референдум щодо пенсійної реформи. Рада оприлюднила заяву, в якій зазначено, що запропонований референдум не відповідав правовим критеріям, визначеним у конституції, а також не зміг розглянути необхідні реформи щодо соціальної політики. У результаті виникли протести, в тому числі у фінансовому районі Парижа. Поки тривали протести, Насер Канаані, речник МЗС Ірану, закликав французький уряд утриматися від насильства проти протестувальників.
8 травня, понеділок
Поки Макрон перебував на святкуванні Дня Перемоги, правоохоронці заборонили зібрання в Парижі та Ліоні. У Ліоні кілька вулиць перекрили для руху транспорту, також було зупинено рух громадського транспорту, заборонено паркування. Незважаючи на обмеження, послідували протести та удари каструлями та сковорідками, на що влада відповіла розпиленням сльозогінного газу. Зіткнення також спалахнули у в'язниці Монлюк, де Макрон віддав данину пам'яті провідному діячеві опору Жану Мулену, коли протестувальники намагалися прорвати кордон поліції, яка була розгорнута, щоб утримати їх від президента Франції.
19 травня, п'ятниця
Працівники лікарні протестували перед готелем Carlton Cannes 19 травня, порушуючи заборону на протести в більшій частині міста.
21 травня, неділя
Десятки протестувальників зібралися в Ганні поблизу Каннського кінофестивалю 21 травня. Місцева влада наказала заборонити протести у більшій частині міста.

### Червень
6 червня, вівторок
280 000 протестувальників вийшли на марш 6 червня, змусивши аеропорт Орлі скасувати третину своїх рейсів того дня. Протестувальники також увірвалися в штаб-квартиру Літніх Олімпійських ігор 2024 року в Парижі, ненадовго зайнявши будівлю штаб-квартири, однак руйнувань не було. Було задіяно 11 000 правоохоронців, у тому числі 4 000 у Парижі.